# Cuando los hijos se van (película de 1941)
Cuando los hijos se van es una película  de melodrama familiar mexicana de 1941 escrita y dirigida por Juan Bustillo Oro y protagonizada por Sara García, Fernando Soler y Joaquín Pardavé. Es adaptación de la radionovela del mismo nombre difundida en 1940; existe una segunda versión de esta película llamada "Cada hijo una cruz" de 1957, teniendo a Esther Fernández y Miguel Manzano encabezando el reparto como los padres de la familia protagonista de la historia.

## Argumento
Raimundo (Emilio Tuero) es acusado injustamente de robo y abandona la casa de sus padres. Su hermano José (Carlos López Moctezuma) aprovecha la situación para lograr que Raimundo sea repudiado por su novia (Blanca Rosa Otero) y su padre (Fernando soler) pero no su madre (Sara García).

## Elenco
- Fernando Soler como Don José "Pepe" Rosales
- Sara García como Doña Guadalupe Rosales
- Joaquín Pardavé como Don Casimiro
- Emilio Tuero como Raymundo Rosales
- Marina Tamayo como Amalia Rosales
- Carlos López Moctezuma como José Rosales
- Miguel Inclán como Patricio Gómez
- Gloria Marín como Nini
- Antonio R. Frausto como Francisco Paz "Pancho"
- Luis G. Barreiro como Sebastián Ramos
- Alfredo Varela como Tomás Rosales
- Manolo Noriega como Don Claudio
- Blanca Rosa Otero como María
- Tony Díaz como Federico Rosales
- Chucho Monge como Antonio
- Humberto Rodríguez como Ramón, repartidor
- Ricardo Adalid como Luis
- Tío Polito (narrador)
- Adolfo Bernáldez (no acreditado)
- Enrique Carrillo como Cargador (no acreditado)
- Max Langler como Empleado de Patricio (no acreditado)
- Ramón Sánchez como Cargador (no acreditado)